# Hellidens slott

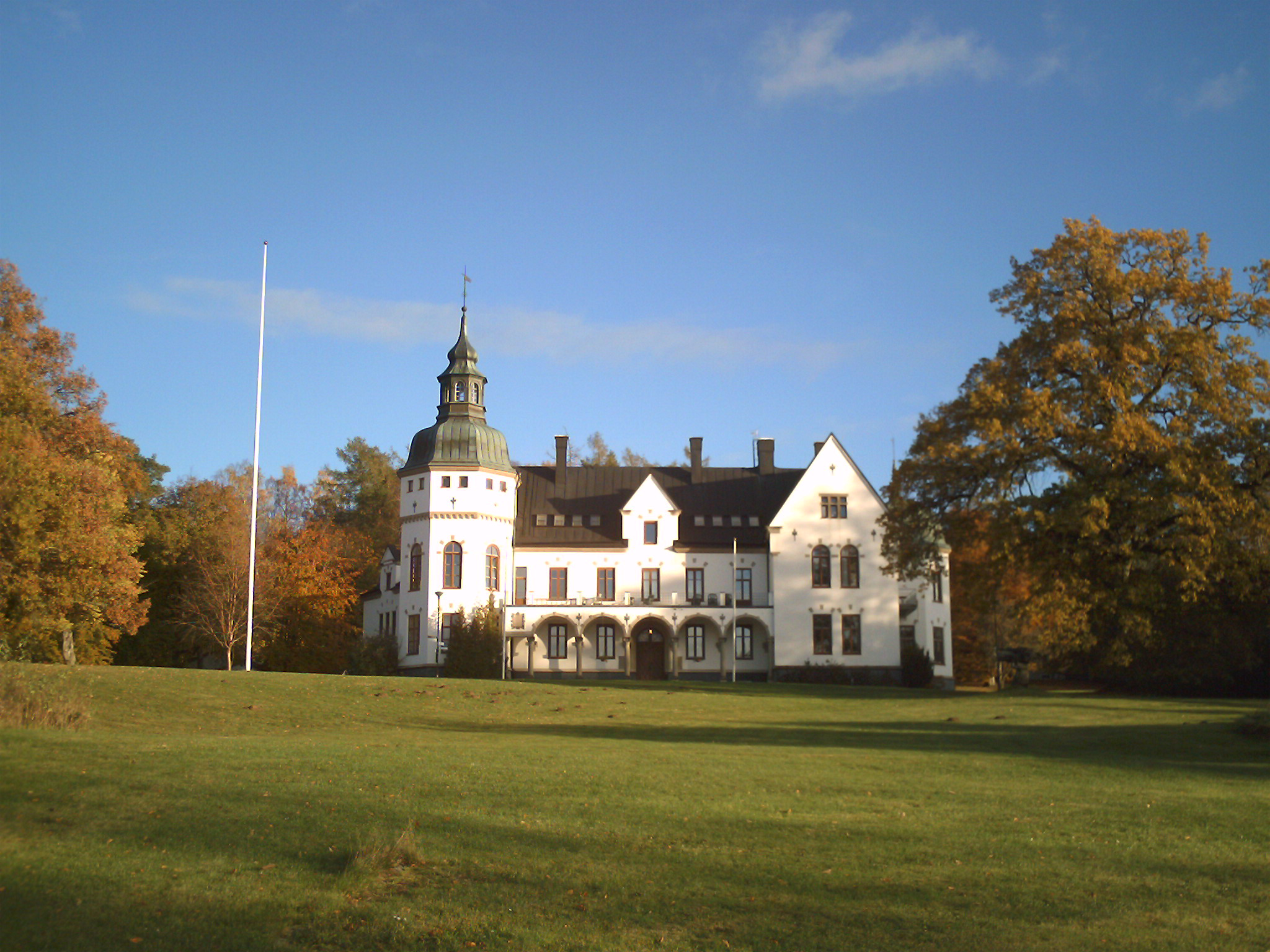
Hellidens slott.

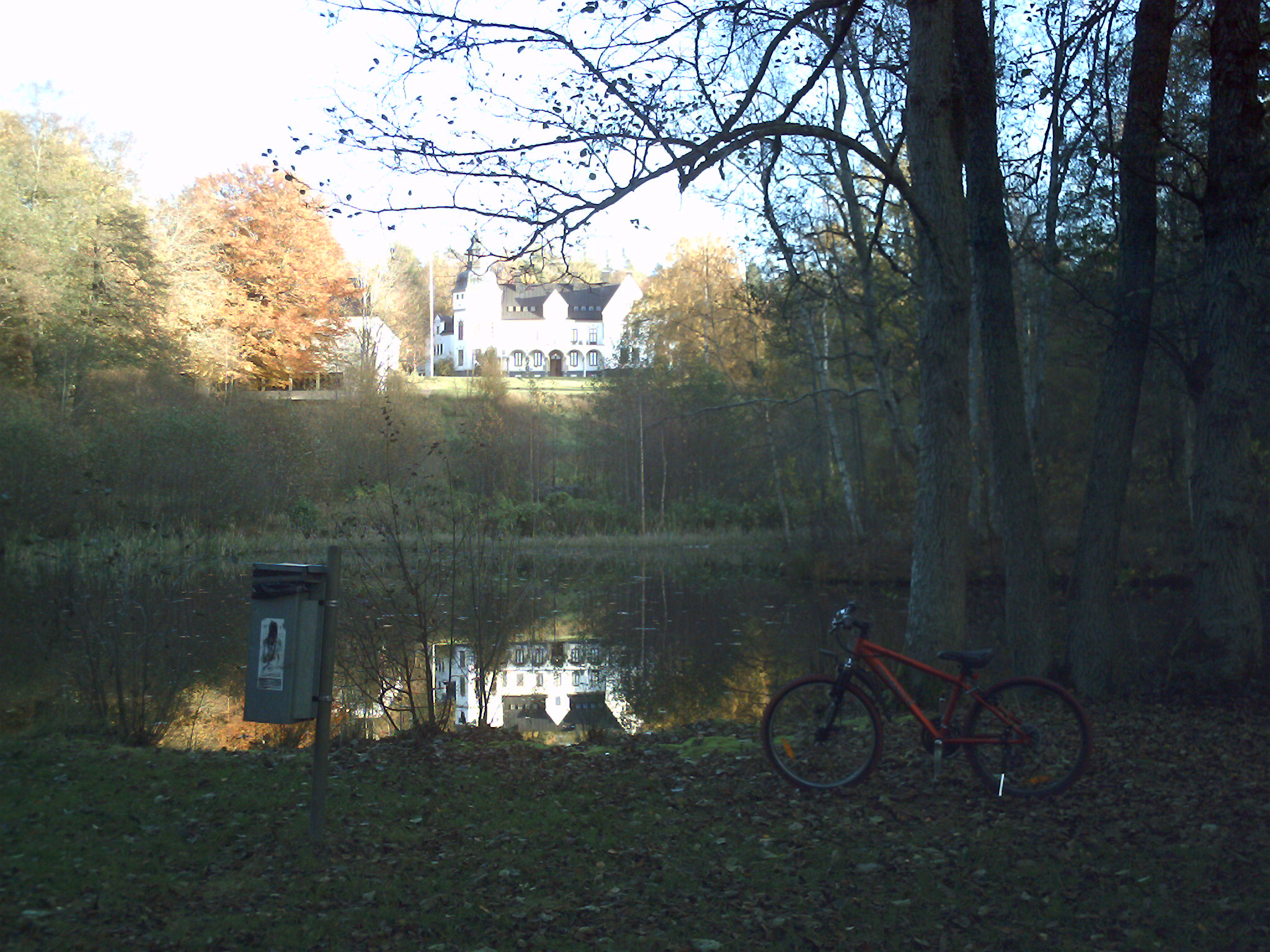
Slottet sett från en av dammarna som finns i området.

Hellidens slott är en herrgård på västra sluttningen av Hellidsberget, med milsvid utsikt över Tidaholm och flera av de västgötska platåbergen, byggd av friherre Hans Henric von Essen 1858. von Essen gjorde med stor energi Tidaholm till en tätort och industriort. Han moderniserade järnbruket och utvidgade det med en mekanisk snickerifabrik. Sedermera blev bruket den svenska bilindustrins vagga. Tidaholms museums basutställning handlar om stadens framväxt.

## Hellidens slott
Alfred von Essen efterträdde sin far som godsherre på Helliden. Han gifte sig med en dotter till köpmannen Robert Dickson och fick därigenom möjlighet att utvidga herrgården till ett slott av ungefär det utseende det har idag. Arkitekt var överintendent Helgo Zettervall. Alfred von Essen hade flera ekonomiska motgångar och efter Kreugerkraschen blev det konkurs på Helliden. Kort tid därefter dog Alfred von Essen. Allt fick säljas utom huvudbyggnaden, där friherrinnan Ella von Essen bodde kvar till sin död 1950.

## Hellidens folkhögskola
Under 1930-talet öppnades Helliden för storstadsbarn som fick komma ut på landet. Ett av dessa barn var författaren Lars Forssell. År 1951 övergick Helliden till Blåbandsrörelsen som köpte den något förfallna byggnaden med park och dammar. Den skulle bli en folkhögskola. Vid om- och tillbyggnad av slottet var Bo Boustedt och Hans-Erland Heineman arkitekter. Folkhögskolan började sin första vinterkurs 1952 med 32 elever. Sedan dess har skolan genomgått en ständig förändring både till utseendet och pedagogiskt.